# Matt Doherty (futbolista)
Matthew James Doherty (Dublín, Leinster, Irlanda, 16 de enero de 1992) es un futbolista irlandés. Juega de defensa y su equipo es el Wolverhampton Wanderers F. C. de la Premier League.

## Trayectoria
Llamó la atención del Wolverhampton Wanderers cuando militaba en el Bohemians F. C. en un amistoso de pretemporada contra ellos en julio de 2010. Fue a las pruebas del equipo y luego firmó un contrato por dos años con el club inglés en un fichaje de 75 000 £.
Debutó con los Wolves el 8 de enero de 2011 en el cruce de la FA Cup contra el Doncaster Rovers F. C. y debutó en la Premier League el 24 de septiembre del mismo año ante el Liverpool F. C.
En enero de 2012 fue enviado a préstamo al Hibernian F. C. de la Scottish Premier League hasta el término de la temporada 2011-12. Jugó un total de 17 encuentros con el club y marcó dos goles. Su último encuentro en Escocia fue en la final de la Copa de Escocia 2012 contra el Hearts, el Derbi de Edimburgo, donde los Hibs perdieron por 1-5.
En octubre de 2012 nuevamente fue cedido, esta vez al Bury F. C. de la League One por tres meses. Volvió a los Wolves en enero de 2013.
Renovó su contrato con el club en septiembre de 2013. Durante la temporada 2015-16 su gol contra el Fulham F. C. en el Molineux Stadium fue premiado como el gol de la temporada del club.
Marcó su primer gol en Premier League para la escuadra de los lobos el 6 de octubre de 2018 ante el Crystal Palace F. C., partido que su equipo ganó por 1-0. Doherty renovó su contrato con los Wolves hasta el verano de 2021.
El 30 de agosto de 2020 fichó por el Tottenham Hotspur F. C. por cuatro años. Rescindió su contrato el 31 de enero de 2023 y ese mismo día fichó por el Atlético de Madrid para lo que quedaba de temporada. Durante los meses que estuvo solo disputó 16 minutos repartidos en dos partidos.
El 20 de julio de 2023 se anunció su regreso al Wolverhampton Wanderers F. C. tres años después de su marcha. En su primer partido de esta segunda etapa en el club, marcó dos de los cinco goles con los que derrotaron al Blackpool F. C. en la Copa de la Liga.

## Selección nacional
Doherty jugó para la sub-19 y la sub-21 de Irlanda.
Debutó con la selección absoluta de Irlanda el 23 de marzo de 2018 en la derrota por 1-0 contra Turquía.

## Estadísticas

### Clubes
Actualizado al 25 de mayo de 2025.
| Club | Div.          | Temporada     | Liga  | Liga  | Copas nacionales(1) | Copas nacionales(1) | Copas internacionales(2) | Copas internacionales(2) | Total | Total |
| Club | Div.          | Temporada     | Part. | Goles | Part.               | Goles               | Part.                    | Goles                    | Part. | Goles |
| --- | ------------- | ------------- | ----- | ----- | ------------------- | ------------------- | ------------------------ | ------------------------ | ----- | ----- |
| Wolverhampton Wanderers F. C. Inglaterra | 1.ª           | 2010-11       | 0     | 0     | 1                   | 0                   | —                        | —                        | 1     | 0     |
| Wolverhampton Wanderers F. C. Inglaterra | 1.ª           | 2011-12       | 1     | 0     | 4                   | 0                   | —                        | —                        | 5     | 0     |
| Hibernian F. C. Escocia | 1.ª           | 2011-12       | 13    | 2     | 4                   | 0                   | —                        | —                        | 17    | 2     |
| Hibernian F. C. Escocia | Total club    | Total club    | 13    | 2     | 4                   | 0                   | 0                        | 0                        | 17    | 2     |
| Bury F. C. Inglaterra | 3.ª           | 2012-13       | 17    | 1     | 5                   | 2                   | —                        | —                        | 22    | 3     |
| Bury F. C. Inglaterra | Total club    | Total club    | 17    | 1     | 5                   | 2                   | 0                        | 0                        | 22    | 3     |
| Wolverhampton Wanderers F. C. Inglaterra | 2.ª           | 2012-13       | 13    | 1     | 0                   | 0                   | —                        | —                        | 13    | 1     |
| Wolverhampton Wanderers F. C. Inglaterra | 3.ª           | 2013-14       | 18    | 1     | 2                   | 0                   | —                        | —                        | 20    | 1     |
| Wolverhampton Wanderers F. C. Inglaterra | 2.ª           | 2014-15       | 33    | 0     | 3                   | 0                   | —                        | —                        | 36    | 0     |
| Wolverhampton Wanderers F. C. Inglaterra | 2.ª           | 2015-16       | 34    | 2     | 4                   | 0                   | —                        | —                        | 38    | 2     |
| Wolverhampton Wanderers F. C. Inglaterra | 2.ª           | 2016-17       | 42    | 4     | 5                   | 1                   | —                        | —                        | 47    | 5     |
| Wolverhampton Wanderers F. C. Inglaterra | 2.ª           | 2017-18       | 45    | 4     | 2                   | 0                   | —                        | —                        | 47    | 4     |
| Wolverhampton Wanderers F. C. Inglaterra | 1.ª           | 2018-19       | 38    | 4     | 7                   | 4                   | —                        | —                        | 45    | 8     |
| Wolverhampton Wanderers F. C. Inglaterra | 1.ª           | 2019-20       | 36    | 4     | 3                   | 0                   | 11                       | 3                        | 50    | 7     |
| Tottenham Hotspur F. C. Inglaterra | 1.ª           | 2020-21       | 17    | 0     | 3                   | 0                   | 9                        | 0                        | 29    | 0     |
| Tottenham Hotspur F. C. Inglaterra | 1.ª           | 2021-22       | 15    | 2     | 6                   | 0                   | 5                        | 0                        | 26    | 2     |
| Tottenham Hotspur F. C. Inglaterra | 1.ª           | 2022-23       | 12    | 1     | 2                   | 0                   | 2                        | 0                        | 16    | 1     |
| Tottenham Hotspur F. C. Inglaterra | Total club    | Total club    | 44    | 3     | 11                  | 0                   | 16                       | 0                        | 71    | 3     |
| Atlético de Madrid · España | 1.ª           | 2022-23       | 2     | 0     | ―                   | ―                   | ―                        | ―                        | 2     | 0     |
| Atlético de Madrid · España | Total club    | Total club    | 2     | 0     | 0                   | 0                   | 0                        | 0                        | 2     | 0     |
| Wolverhampton Wanderers F. C. Inglaterra | 1.ª           | 2023-24       | 30    | 1     | 7                   | 2                   | ―                        | ―                        | 37    | 3     |
| Wolverhampton Wanderers F. C. Inglaterra | 1.ª           | 2024-25       | 30    | 2     | 5                   | 0                   | ―                        | ―                        | 35    | 2     |
| Wolverhampton Wanderers F. C. Inglaterra | Total club    | Total club    | 320   | 23    | 43                  | 7                   | 11                       | 3                        | 374   | 33    |
| Total carrera | Total carrera | Total carrera | 396   | 29    | 63                  | 9                   | 27                       | 3                        | 486   | 41    |
| (1) Incluye datos de la Copa de la Liga de Inglaterra, la FA Cup, el EFL Trophy y la Copa de Escocia. (2) Incluye datos de la Liga de Campeones de la UEFA, Liga Europa de la UEFA y Liga Europa Conferencia de la UEFA. |               |               |       |       |                     |                     |                          |                          |       |       |

## Palmarés

### Títulos nacionales
| Título              | Club                          | País       | Año     |
| ------------------- | ----------------------------- | ---------- | ------- |
| Football League One | Wolverhampton Wanderers F. C. | Inglaterra | 2013-14 |
| EFL Championship    | Wolverhampton Wanderers F. C. | Inglaterra | 2017-18 |

### Distinciones individuales
| Distinción                                                                   | Año             |
| ---------------------------------------------------------------------------- | --------------- |
| Wolverhampton Wanderers Player of the Year                                   | 2015-16         |
| Jugador del mes de la Premier League (Professional Footballers' Association) | Septiembre 2018 |